# Jehoszua Rabinowicz (przedsiębiorca)
Jehoszua Rabinowicz znany również jako Szyja Rabinowicz lub Szaja Rabinowicz (ur. 1888, zm. 11 października 1943 w Auschwitz-Birkenau) – polsko-żydowski przedsiębiorca i działacz społeczny, aktywista Bundu oraz współpracownik Oneg Szabat w getcie warszawskim.

## Życiorys
Pochodził ze znanej rodziny chasydzkiej. Jego ojciec był rabinem w Białej, zaś jego przodkiem był Jakub Izaak Rabinowicz z Przysuchy. Mimo sprzeciwu rodziny sam odmówił zostania rabinem i zaangażował się w działalność Bundu. Był uczestnikiem rewolucji 1905. W dwudziestoleciu międzywojennym był właścicielem i zarządcą wytwórni dachówek. Wspierał również żydowskie instytucje kultury, w tym między innymi YIVO, gdzie być może jeszcze przed wojną poznał Emanuela Ringelbluma.
W czasie okupacji niemieckiej podczas II wojny światowej znalazł się w getcie warszawskim. Należał do grona założycieli organizacji Oneg Szabat tworzącej konspiracyjne archiwum getta warszawskiego. Był również jedną z osób, które wspierały Oneg Szabat finansowo. Według opublikowanego po wojnie nekrologu kierował również komisja historyczną Bundu w getcie. Rabinowicz był także nieformalnym łącznikiem między Oneg Szabat a Bundem. W getcie był również członkiem biura Międzydzielnicowej Komisji Komitetów Domowych i Komisji Racjonalizacji Pracy Kuchen.
Na początku 1943 podjął próbę ukrycia się po stronie aryjskiej. W tym okresie gestapo zastrzeliło jego żonę i młodszą córkę. Następnie Jechoszua Rabinowicz próbował schronić się w Hotelu Polskim na podstawie kupionego paszportu jednego z państw Ameryki Południowej. W wyniku tzw. sprawy Hotelu Polskiego został deportowany do obozu przejściowego w Bergen-Belsen, skąd 11 października 1943 został deportowany do Auschwitz-Birkenau i tego samego dnia zamordowany.
W archiwum getta warszawskiego zachował się jeden dokument przypisany Rabinowiczowi przez Hersza Wassera pt. Produkcja papy dachowej. Znaczenie Żydów w produkcji papy w Polsce przed wojną i zmiana sytuacji podczas okupacji.
Jego kuzynem był Jakow Rabinowicz.